# Дені Меноше
Дені́ Меноше́ (фр. Denis Menochet; нар. 18 вересня 1976, Анг'ян-ле-Бен, департамент Валь-д'Уаз, Франція) — французький кіно- та телеактор.

## Біографія
Дені Меноше народився 18 вересня 1976 року в місті Анг'ян-ле-Бен, що в департаменті Валь-д'Уаз у Франції. Акторську кар'єру почав у 2003 році з ролей у телесеріалах. Наступного року дебютував у великому кіно, зігравши невеликі ролі у фільмах «Осінь» режисера Рауп Макгі та «Пароль облікового запису подвійний» Сесіль Вернант.
Найвідомішим з фільмів середини 2000-х років, у якому взяв участь Дені Меноше став драматичний трилер режисера Пітера Веббера «Молодий Ганнібал», де його партнерами по знімальному майданчику стали Гаспар Ульєль, Ґун Лі, Ріс Іванс і Домінік Вест.
У 2009 році Меноше знявся у відомому бойовику культового режисера Квентіна Тарантіно «Безславні виродки», де спільно з ним зіграли Бред Пітт, Крістоф Вальц, Діане Крюгер і Майкл Фассбендер. Іншими найпомітнішими його ролями стали військова драма Розліна Боша «Облава» (2010) з Жаном Рено і Мелані Лоран у головних ролях та історичний бойовик Рідлі Скотта «Робін Гуд» (2010) з Расселом Кроу і Кейт Бланшетт.
У 2011 році Дені Меноше знявся у бойовику «Загін особливого призначення» та роботі Мелані Лоран «Рідні», за роль у якій був відзначений французькою кінопремією «Люм'єр» як Найперспективніший молодий актор..
У 2019 році Дені Меноше зіграв одну з головних ролей у фільмі Франсуа Озона «З божої волі», який був відібраний до основної конкурсної програми 69-го Берлінського міжнародного кінофестивалю, де відбудеться його світова прем'єра.

## Фільмографія (вибіркова)
| Рік       |    | Українська назва                           | Оригінальна назва              | Роль                         |
| --------- | -- | ------------------------------------------ | ------------------------------ | ---------------------------- |
| 1989—2013 | с  | Пуаро Агати Крісті                         | Poirot                         | П'єр Мішель                  |
| 1992      | с  | Жулі Леско                                 | Julie Lescaut                  | Патрик                       |
| 2001—2007 | с  | Камера-кафе                                | Caméra café                    | брат Андре                   |
| 2002—2003 | с  | Корпорація пригод: У пошуках короля Артура | Adventure Inc.                 | Нікос                        |
| 2004      | ф  | Осінь                                      | Automne                        | охоронець                    |
| 2004      | ф  | Пароль облікового запису подвійний         | Mot compte double              | Дені                         |
| 2005      | ф  | Вуса                                       | La moustache                   | Сервер                       |
| 2005      | ф  | Foon                                       | Аррі                           |                              |
| 2005      | тф | Хвилі                                      | Les vagues                     | тренер                       |
| 2006      | с  | Пані президент                             | L'état de Grace                | другий водій таксі           |
| 2006      | ф  | Молодий Ганнібал                           | Hannibal Rising                | шеф поліції                  |
| 2007      | тф | Квітневий жарт                             | Poison d'avril                 | звукоінженер                 |
| 2007      | ф  | Життя в рожевому кольорі                   | La môme                        | журналіст в аеропорту «Орлі» |
| 2007      | ф  | Моє місце під сонцем                       | Ma place au soleil             |                              |
| 2007      | ф  | Зникла в Довілі                            | La disparue de Deauville       | Жан-Люк                      |
| 2007      | тф |                                            | Rendez-moi justice             | Жильбер Жордан               |
| 2007      | с  | Бригада Наварро                            | Brigade Navarro                | капітан Ле Мат               |
| 2008      | с  | Дюваль і Мореттф                           | Duval et Moretti               | Алекс                        |
| 2008      | тф | Коко Шанель                                | Coco Chanel                    |                              |
| 2008      | ф  | Дуже, дуже велике підприємство             | La très très grande entreprise | Жиль                         |
| 2009      | тф | Школа влади                                | L'école du pouvoir             | студент-інтерн               |
| 2009      | ф  | Я тебе з'їм                                | Je te mangerais                | приятель Іва                 |
| 2009      | ф  | Безславні виродки                          | Inglourious Basterds           | Пер'є Ла-Падіт               |
| 2010      | ф  | Облава                                     | La rafle                       | Коро                         |
| 2010      | ф  | Робін Гуд                                  | Robin Hood                     | Адемар                       |
| 2010      | ф  | Босоніж по слизняках                       | Pieds nus sur les limaces      | П'єр                         |
| 2010      | ф  | Жозеф і дівчина                            | Joseph et la fille             | Франк                        |
| 2011      | ф  | Канікули на морі                           | Le Skylab                      | дядько Роже                  |
| 2011      | ф  | Загін особливого призначення               | Forces spéciales               | Люка                         |
| 2011      | ф  | Рідні                                      | Les adoptés                    | Алекс                        |
| 2012      | ф  | Мої дрібні вчинки                          | Je me suis fait tout petit     | Іван Ле Доз                  |
| 2012      | ф  | У будинку                                  | Dans la maison                 | Рафа Артоль-батько           |
| 2013      | ф  | Час пригод                                 | Le temps de l'aventure         | Антуан (озвучення)           |
| 2013      | ф  | Гранд Централ. Атомне кохання              | Grand Central                  | Тоні                         |
| 2013      | ф  | Наші герої померли сьогодні ввечері        | Nos héros sont morts ce soir   | Віктор                       |
| 2013      | ф  | Вулкан пристрастей                         | Eyjafjallajökull               | Езехел                       |
| 2014      | ф  | Видалення                                  | Ablations                      | пастор Картала               |
| 2015      | ф  | Норфолк                                    | Norfolk                        | чоловік                      |
| 2015      | с  | Чистота                                    | Spotless                       | Мартін Бастьєр               |
| 2015      | ф  | Допінг                                     | The Program                    | Йоган Брюнель                |
| 2016      | ф  | Танцівниця                                 | La danseuse                    | Рубен, батько Лої            |
| 2016      | ф  | Кредо вбивці                               | Assassin's Creed               | Макгован                     |
| 2017      | ф  | Опіка                                      | Jusqu'à la garde               | Антуан Бессон                |
| 2018      | ф  | Операція «Кулеподібна блискавка»           | Entebbe                        | Жак Лемуан                   |
| 2018      | ф  | Марія Магдалина                            | Mary Magdalene                 | Даниїл, брат Марії Магдалини |
| 2018      | ф  | Однокашники                                | Old Boys                       | Бабіно                       |
| 2018      | ф  | Імператор Парижа                           | L'Empereur de Paris            | Дубійяр                      |
| 2019      | ф  | З божої волі                               | Grâce à Dieu                   | Франсуа                      |
| 2021      | ф  | Мавританець                                | The Mauritanian                | Еммануель                    |
| 2022      | ф  | Петер фон Кант                             | Peter von Kant                 | Петер фон Кант               |
| 2022      | ф  | Звірі                                      | As bestas                      | Антуан                       |
| 2023      | ф  | Бульвар розчарування                       | Beau Is Afraid                 | Дживс                        |

## Визнання
| Нагороди та номінації Дені Меноше (Список не є вичерпним) | Нагороди та номінації Дені Меноше (Список не є вичерпним) | Нагороди та номінації Дені Меноше (Список не є вичерпним) | Нагороди та номінації Дені Меноше (Список не є вичерпним) |
| Рік                                                       | Категорія                                                 | Фільм                                                     | Результат                                                 |
| --------------------------------------------------------- | --------------------------------------------------------- | --------------------------------------------------------- | --------------------------------------------------------- |
| Спільнота кінокритиків Фенікса                            |                                                           |                                                           |                                                           |
| 2009                                                      | Найкращий акторський склад                                | Безславні виродки                                         | Перемога                                                  |
| Спільнота кінокритиків Сан Дієго                          |                                                           |                                                           |                                                           |
| 2009                                                      | Найкращий акторський склад                                | Безславні виродки                                         | Перемога                                                  |
| Премія «Люм'єр»                                           |                                                           |                                                           |                                                           |
| 2012                                                      | Найперспективніший актор                                  | Рідні                                                     | Перемога                                                  |
| 2019                                                      | Найкращий актор                                           | Опіка                                                     | Номінація                                                 |
| Премія «Сезар»                                            |                                                           |                                                           |                                                           |
| 2019                                                      | Найкращий актор                                           | Опіка                                                     | Номінація                                                 |